# John Beatty (filósofo)
John Beatty é professor no Departamento de Filosofia da Universidade de British Columbia. Ele é bem conhecido como um filósofo da biologia.